# Universität Wakayama

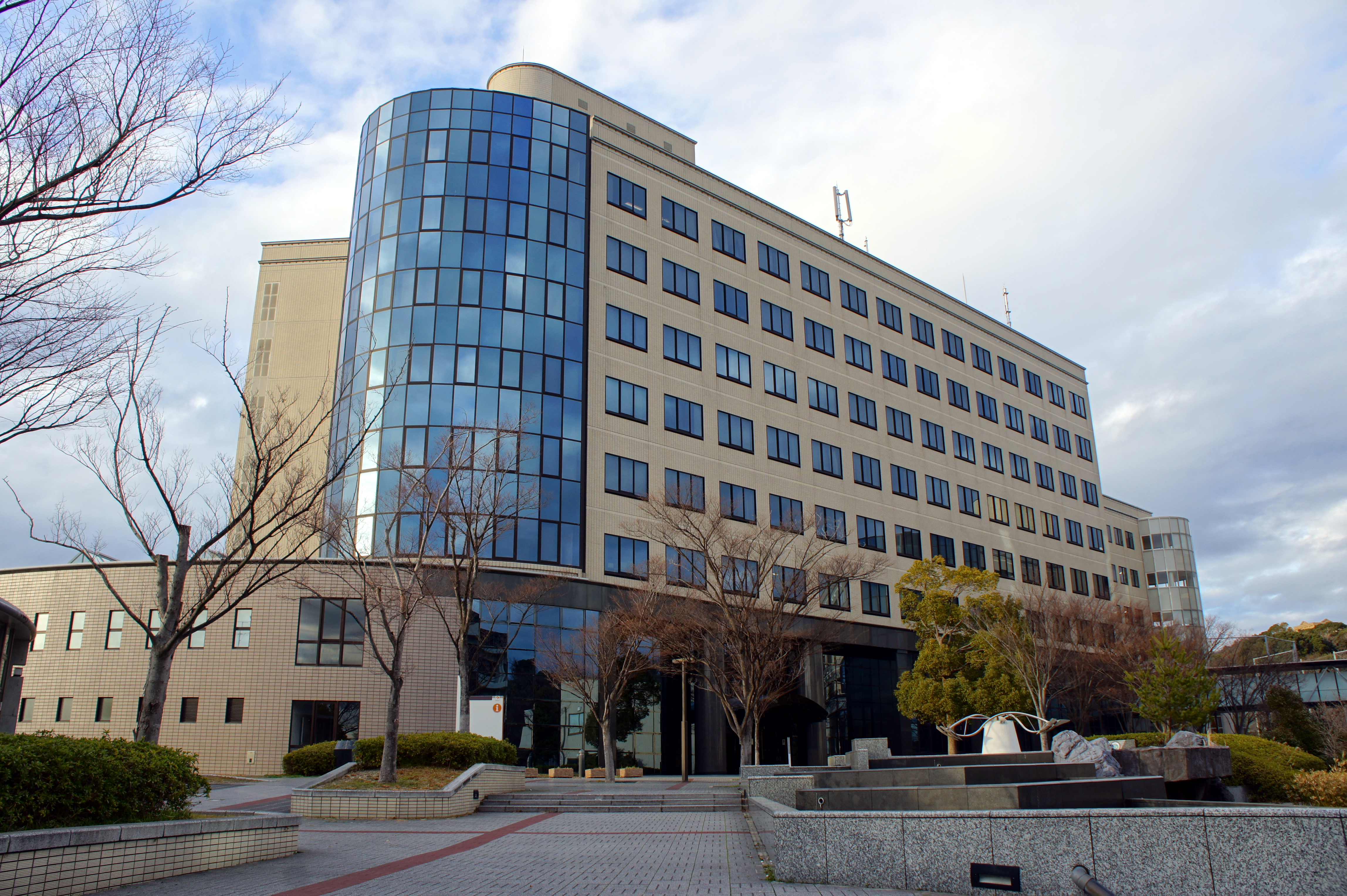
Fakultät für Systems Engineering

Die Universität Wakayama (jap. 和歌山大学, Wakayama daigaku, kurz: Wadai (和大)) ist eine staatliche Universität in Japan. Sie liegt in Wakayama in der Präfektur Wakayama.

## Geschichte
Die Universität wurde 1949 durch den Zusammenschluss der drei staatlichen Schulen gegründet:
- die Normalschule Wakayama (和歌山師範学校, Wakayama shihan gakkō, gegründet 1874),
- die Jugend-Normalschule Wakayama (和歌山青年師範学校, Wakayama seinen shihan gakkō in Iwade, gegründet 1919), und
- die Wirtschaftsfachschule Wakayama (和歌山経済専門学校, Wakayama keizai semmon gakkō, gegründet 1922).

Anfangs gab es folgende Fakultäten: Liberal Arts und Wirtschaftswissenschaften. 1966 wurde die Fakultät für Liberal Arts zur pädagogischen Fakultät verändert. Zuerst befand jede Fakultät sich im eigenen kleinen Campus. 1986 wurde der heutige Sakaedani-Campus eröffnet, und die Fakultäten zogen dorthin um. Im neuen Campus wurden zwei Fakultäten hinzugefügt: Systems Engineering (1995) und Tourismuswissenschaft (2008).
Der frühere Fukiage-Campus (Pädagogik, 34° 13′ 23,7″ N, 135° 10′ 20,6″ O) war der ehemalige Sitz der Schule vom Kishū-Han, und heute liegen dort die an die pädagogische Fakultät angegliederten Grund- und Mittelschulen und das präfekturale Museum. Im ehemaligen Takamatsu-Campus (Wirtschaftswissenschaften, 34° 12′ 26,2″ N, 135° 10′ 11″ O) liegen die präfekturale Bibliothek und das Erwachsenenbildungszentrum der Universität Wakayama.

## Fakultäten
- Pädagogik
- Wirtschaftswissenschaften
- Tourismuswissenschaft
- Systems Engineering